# Щеглюк Василь Романович
Василь Романович Щеглюк (нар. 19 листопада 1944, с. Тяпче, Долинський район, Івано-Франківська область) – письменник, художник, громадський діяч.

## Життєпис
Щеглюк Василь Романович народився 19 листопада 1944 р. у селі Тяпче Долинського району Івано-Франківської області.
Закінчив Болехівську середню школу №1.
Навчався на електромеханічному факультеті Львівського політехнічного інституту, який закінчив у 1967 р. Очолював літстудію Політехніки, публікував свої твори в стінгазеті факультету та в інститутській газеті «Радянський студент».
Водночас навчався у Громадському університеті журналістики при Львівському обласному управлінні з питань преси (1964–1966).
Працював робітником–вантажником Долинської контори буріння (1961–1962), конструктором і провідним конструктором у проектних організаціях Запоріжжя і Львова, енергетиком і головним енергетиком на львівських підприємствах, службовцем у Львівській обласній державній адміністрації та у Львівській міській раді, керівником відділу та сектору побуту, начальником управління промисловості та підприємництва, заступником начальника управління державної реєстрації
З 1993 по 2006 рік виконував обов’язки заступника голови громадської комісії міської ради з питань функціонування української мови у м. Львові.
Був членом Руху і Товариства української мови з початку їх створення, член ВУТ «Просвіта» ім. Тараса Шевченка і партії ВО «Свобода».
Є членом Національної спілки письменників України.
Живе і працює у Львові.

## Творчість
Перша збірка віршів «Трунок вічності» вийшла «самвидавом» тільки в 1990 р.
Після проголошення незалежності України видав понад 20 збірок поезій, серед яких найпомітніші: «Благовісна пора» (1994), «Протяги століть» (2000), «Ясногора» (2003), «Діамантове кільце» (2006), «Ключ від хати» (2008), «Драконові зуби» (2011), «Полки у небо йдуть…» (2015), «На хвилях дум та реалій» (2016), «Передчуття–перестороги» (2019). В його доробку два історичні романи: документальний роман про ОУН-УПА «…Як роса на сонці» (1992) та історичний роман для підлітків «Несподівані скарби» (2012).
У 2009 році Василь Щеглюк написав історичне есе-дослідження про полковника Луку Павлишина «Таємниця полковника «Ігоря», а у 2010 році  спогади Луки Павлишина «На грані двох світів».
Василь Щеглюк є ще й художником. Намалював понад 100 картин, здебільшого олійними фарбами. 29 листопада 2009 року відкрилася перша виставка його художніх робіт у церкві Пресвятої Богородиці – Покровительки України у Львові, на якій було представлено 50 полотен.

## Досягнення
Історичний роман для підлітків «Несподівані скарби» став лауреатом міжнародного конкурсу «Коронація слова – 2011».
У 2018 році за оригінальність сюжету документального оповідання про міжнаціональні відносини в період Другої світової війни «Естер і Євдокія» автор отримав спеціальний диплом міжнародного літературного конкурсу «Бути людиною».
Як інженер має авторські свідоцтва і патенти на винаходи.

## З творчого доробку письменника
1. Щеглюк В. Любов і покара : роман / Василь Щеглюк. – Львів : СПОЛОМ, 2018. – 284 с.[1]
2. Щеглюк В. На хвилях дум та реалій / Василь Щеглюк. – Львів : СПОЛОМ, 2016. – 104 с.[2]
3. Щеглюк В. Несподівані скарби : (іст. роман для дітей та підлітків) / Василь Щеглюк. – Львів : Тріада плюс, 2012. – 264 с. – (Коронація слова).[3]
4. Щеглюк В. Передчуття–перестороги : вірші / Василь Щеглюк. – Львів : СПОЛОМ, 2019. – 164 с.[4]
5. Щеглюк В. Полки у небо йдуть… / Василь Щеглюк. – Львів : Тріада плюс, 2015. – 68 с.[5]
6. Щеглюк В. [Поезії] / Василь Щеглюк // Поезії засвічена зоря. Антологія Бойківського краю. Долина. Болехів. Околиці / упоряд. Олесь Дяк. – Львів ; Дрогобич, 2017. – С. 153–168.
7. Щеглюк В. [Поезії] / Василь Щеглюк // Кобзарева сотня. Львівська Шевченкіана. – Львів, 2014. – С. 165–169.
8. Щеглюк В. Акорди любові : пісні / Василь Щеглюк, Євген Заставний. – Львів : СПОЛОМ, 2014. – 36 с. : іл.
9. Щеглюк В. Амфоризми / Василь Щеглюк. – Львів : СПОЛОМ, 2018. – 80 с.
10. Щеглюк В. Вірші / Василь Щеглюк // З горіха зерня : поезія, проза і публіц., фотодокументалістика / упоряд. Василь Олійник. – Івано-Франківськ, 2012. – С. 159–163.
11. Щеглюк В. Вірші / Василь Щеглюк // Столиця Франкового серця : поезія, публіц., фотодокументалістика / упоряд. В. Олійник. – Івано-Франківськ, 2006. – С. 57–60.
12. Щеглюк В. Діамантове кільце : [зб. поезій] / Василь Щеглюк. – Львів : СПОЛОМ, 2006. – 88 с.
13. Щеглюк В. Драконові зуби : від іронії до сарказму / Василь Щеглюк. – Львів : СПОЛОМ, 2011. – 88 с.
14. Щеглюк В. З нових поезій / Василь Щеглюк // Юсип Д. «Франкова Кузня» доби дисидентів-шістдесятників / Дмитро Юсип. – Івано-Франківськ, 2019. – С. 375–380.
15. Щеглюк В. Ключ від хати : лірика / Василь Щеглюк. – Львів : СПОЛОМ, 2008. – 128 с.
16. Щеглюк В. Протяги століть : (політика і лірика) / Василь Щеглюк. – Львів : Кольорове небо, 2000. – 118 с.
17. Щеглюк В. Таємниця полковника «Ігоря» / Василь Щеглюк. – Львів : СПОЛОМ, 2009. – 79 с.
18. Щеглюк В. Уривки з спогадів / Василь Щеглюк // Антологія краю : Долина. Болехів. Околиці / упоряд. Олесь Дяк. – Львів, 2000. – С. 354.
19. Щеглюк В. Ясногора : поезія / Василь Щеглюк. – Львів : Каменяр, 2003. – 106 с.
20. Щеглюк В. І мова – зброя! : [вірш] / Василь Щеглюк // Літературна Україна. – 2019. – 4 трав. – С. 3.
21. Щеглюк В. І смішне, і страшне / Василь Щеглюк // Дзвін. – 2014. – № 1. – С. 140–141.
22. Щеглюк В. Іроніка з перцем / Василь Щеглюк // Дзвін. – 2009. – № 11/12. – С. 159–160.
23. Щеглюк В. Королі, народ і пахолки (Три королі у країні Укрів) / Василь Щеглюк // Літературна Україна. – 2016. – 22 груд. – С. 15.
24. Щеглюк В. Лібрація і жаль : [вірш] / Василь Щеглюк // Літературна Україна. – 2019. – 12 жовт. – С. 18.
25. Щеглюк В. Мій листопад : [поезії] / Василь Щеглюк // Дзвін. – 2014. – № 11/12. – С. 14–16.
26. Щеглюк В. Слідами роду : [поезії] / Василь Щеглюк // Літературна Україна. – 2014. – 12 черв. – С. 12.
27. Щеглюк В. «Хтось вишній душу золотить» : [поезії] / Василь Щеглюк // Літературна Україна. – 2015. – 10 верес. – С. 12.
28. Щеглюк В. Цикли любові : з минулих сторінок / Василь Щеглюк // Літературна Україна. – 2018. – 9 серп. – С. 12.